# W·J·M·洛库班达拉
维杰辛哈·贾亚维拉·穆迪扬塞拉格·洛库班达拉（1941年8月5日—2021年2月14日），斯里兰卡政治人物，曾任国会议长。

## 生平
1941年8月5日生于英属锡兰。曾就读于班达拉维拉中央学校。毕业于佩拉德尼亚大学文学专业，从事律师工作。
1977年代表统一国民党成功当选国会议员，之后进入中央政府工作，1989年被时任总统拉纳辛哈·普雷马达萨任命为文化、教育和媒体事务部长。1994年，统一国民党在大选中落败，他成为国会反对派的党鞭。2001年，统一国民党重新开始职政，他担任司法、法律改革、民族融合和佛教部长。2004年至2010年，担任国会议长。2010年至2015年，担任薩伯勒格穆沃省省长。
2021年2月14日因2019冠状病毒病并发症逝世。